# La Pesga
La Pesga település Spanyolországban, Cáceres tartományban. La Pesga Mohedas de Granadilla, Casar de Palomero, Caminomorisco és Zarza de Granadilla községekkel határos. Lakosainak száma 955 fő (2024).

## Népesség
A település népessége az elmúlt években az alábbi módon változott:
| Lakosok száma | 1201 | 1168 | 1148 | 1123 | 1130 | 1138 | 1108 | 1034 | 1013 | 955  |
|               | 2001 | 2004 | 2006 | 2009 | 2011 | 2014 | 2016 | 2019 | 2021 | 2024 |